# 中西健太
中西 健太（なかにし けんた、1986年4月10日 - ）は、滋賀県八日市市（現：東近江市）出身の元プロ野球選手（外野手）。右投右打。

## 経歴
小学校3年生から6年生まで滋賀県東近江市の玉緒レッドスターズに所属。中学では同県日野町にあるボーイズ、近江ボーイズに所属。
北大津高では1年生から正捕手としマスクを被り、3年夏に主将として母校を甲子園（86回大会）初出場に導く。1回戦でダルビッシュ有擁する東北高と対戦し0-13と力負けしたが、自身はダルビッシュから2安打するなど一人気を吐いた。50メートル6.0秒、遠投100メートルと高い身体能力を誇り、高校通算42本塁打。
2004年のドラフト4巡指名を受け、福岡ダイエーホークスに入団。直後に球団がダイエーからソフトバンクに売却され、福岡ソフトバンクホークスに改称したため、ダイエーのユニフォームは入団発表会見で着用したのみとなった。入団当初の背番号は27。
2006年にはハワイ・ウィンターリーグに江川智晃とともに派遣された。
2008年、打力を生かすため捕手から外野手に転向した。外野手転向後は二軍で高い打率を残し、5月28日に初の一軍昇格を果たす。6月3日の対東京ヤクルトスワローズ戦では、村中恭兵から第1打席で初安打、第2打席で初本塁打を記録した。第3打席でも適時二塁打を放ち、初猛打賞。その後も下位打線で一軍出場を続け、出塁率、長打率ともにチーム内では上位に入った。
2009年、6安打（全て単打）に終わった。2010年は一軍出場なし。2011年、外野手登録から捕手登録へ戻った。埼玉西武ライオンズの細川亨のFA移籍に伴い、背番号を31に変更。2012年からは背番号を58に変更するとともに、再び外野手として登録された。
2013年には、ウエスタン・リーグで公式戦93試合に出場。打撃面では、打率.323、101安打、9本塁打、出塁率.417という好成績で、同リーグの首位打者および安打数・出塁率1位になった。一軍には4月と7月に2度昇格したものの、公式戦には6試合の出場で打率.125、1安打、0本塁打と低迷。シーズン終了後にはフェニックス・リーグへ参加していたものの、10月26日に球団から戦力外通告を受け、現役引退。9年間のプロ野球生活に幕を閉じた。引退後は「スポーツオーソリティ」の上大岡店など県内3店舗で働きながら、会社が企画する野球教室などで普及活動にも携わる。

## 選手としての特徴
左腕右腕に適応するミート力といかり肩から放たれる強打が持ち味。守備では強肩が武器。

## 詳細情報

### 年度別打撃成績
| 年 度     | 球 団        | 試 合 | 打 席 | 打 数 | 得 点 | 安 打 | 二 塁 打 | 三 塁 打 | 本 塁 打 | 塁 打 | 打 点 | 盗 塁 | 盗 塁 死 | 犠 打 | 犠 飛 | 四 球 | 敬 遠 | 死 球 | 三 振 | 併 殺 打 | 打 率 | 出 塁 率 | 長 打 率 | O P S |
| --------- | ------------ | ----- | ----- | ----- | ----- | ----- | -------- | -------- | -------- | ----- | ----- | ----- | -------- | ----- | ----- | ----- | ----- | ----- | ----- | -------- | ----- | -------- | -------- | ----- |
| 2008      | ソフトバンク | 59    | 154   | 136   | 16    | 34    | 11       | 0        | 3        | 54    | 14    | 1     | 0        | 3     | 0     | 14    | 0     | 1     | 46    | 0        | .250  | .325     | .397     | .722  |
| 2009      | ソフトバンク | 29    | 49    | 48    | 0     | 6     | 0        | 0        | 0        | 6     | 2     | 0     | 0        | 0     | 0     | 1     | 1     | 0     | 14    | 0        | .125  | .143     | .125     | .268  |
| 2011      | ソフトバンク | 3     | 0     | 0     | 1     | 0     | 0        | 0        | 0        | 0     | 0     | 0     | 0        | 0     | 0     | 0     | 0     | 0     | 0     | 0        | ----  | ----     | ----     | ----  |
| 2012      | ソフトバンク | 8     | 15    | 13    | 3     | 2     | 0        | 0        | 1        | 5     | 1     | 0     | 0        | 1     | 0     | 1     | 0     | 0     | 3     | 0        | .154  | .214     | .385     | .599  |
| 2013      | ソフトバンク | 6     | 9     | 8     | 1     | 1     | 0        | 0        | 0        | 1     | 0     | 0     | 0        | 1     | 0     | 0     | 0     | 0     | 1     | 0        | .125  | .125     | .125     | .250  |
| 通算：5年 | 通算：5年    | 105   | 227   | 205   | 21    | 43    | 11       | 0        | 4        | 66    | 17    | 1     | 0        | 5     | 0     | 16    | 1     | 1     | 64    | 0        | .210  | .270     | .322     | .592  |

### 年度別守備成績
| 年 度 | 球 団        | 一塁  | 一塁  | 一塁  | 一塁  | 一塁  | 一塁     | 外野  | 外野  | 外野  | 外野  | 外野  | 外野     |
| 年 度 | 球 団        | 試 合 | 刺 殺 | 補 殺 | 失 策 | 併 殺 | 守 備 率 | 試 合 | 刺 殺 | 補 殺 | 失 策 | 併 殺 | 守 備 率 |
| ----- | ------------ | ----- | ----- | ----- | ----- | ----- | -------- | ----- | ----- | ----- | ----- | ----- | -------- |
| 2008  | ソフトバンク | -     | -     | -     | -     | -     | -        | 46    | 58    | 2     | 2     | 1     | .968     |
| 2009  | ソフトバンク | 1     | 0     | 2     | 0     | 0     | 1.000    | 20    | 15    | 0     | 0     | 0     | 1.000    |
| 2012  | ソフトバンク | 1     | 1     | 0     | 0     | 0     | 1.000    | 3     | 4     | 0     | 0     | 0     | 1.000    |
| 通算  | 通算         | 2     | 1     | 2     | 0     | 0     | 1.000    | 69    | 77    | 2     | 2     | 1     | .975     |

### 記録
- 初出場：2008年5月29日、対横浜ベイスターズ2回戦（北九州市民球場）、8回表に長谷川勇也の代打で出場
- 初打席：同上、8回表に桑原謙太朗の前に空振り三振
- 初先発出場：2008年6月1日、対読売ジャイアンツ2回戦（福岡Yahoo! JAPANドーム）、8番・指名打者で先発出場、3打数無安打
- 初安打：2008年6月3日、対東京ヤクルトスワローズ1回戦（福岡Yahoo! JAPANドーム）、2回裏に村中恭兵から中前安打
- 初本塁打・初打点：同上、4回裏に村中恭兵から左越2ラン
- 初盗塁：2008年7月21日、対オリックス・バファローズ12回戦（福岡Yahoo! JAPANドーム）、5回裏に二盗（投手：小松聖、捕手：日高剛）

### 背番号
- 27 （2005年 - 2010年）
- 31 （2011年）
- 58 （2012年 - 2013年）

### 登場曲
- GReeeeN 『キセキ』